# Hardline (Computerspiel)
Das Computerspiel Hardline ist ein interaktiver Film, der von der Firma Cryo Interactive Entertainment entwickelt und von Virgin Interactive im Jahr 1996 veröffentlicht wurde.

## Handlung
In der Zukunft befindet sich die Stadt Detroit in sehr schlechter Verfassung. Es tobt ein offener Kampf zwischen den psychotischen Sektoiden und einigen verzweifelten Rebellen. Mittendrin: Helikopterpilot Ted Irvine. Eigentlich möchte er mit diesem Konflikt nicht das Geringste zu tun haben – doch das Schicksal hat seine eigenen Pläne mit ihm.

## Spielprinzip
Die Story wird vorangetrieben durch selbstablaufende Videosequenzen. An bestimmten Punkten dieser Sequenzen wird eine Handlung vom Spieler verlangt. So muss man schnell genug alle Sektoiden töten, eine bestimmte Handlung ausführen oder sich für einen weiteren Weg entscheiden.
Die mit realen Schauspielern gedrehten Szenen entsprechen in der Qualität durchaus guten Actionfilmen der damaligen Zeit. Sie enthalten Spezialeffekte wie Explosionen und Stunts und sind aufwändig produziert.